# De man die zijn haar kort liet knippen
De man die zijn haar kort liet knippen is een Belgische film van André Delvaux naar de gelijknamige roman uit 1947 van Johan Daisne in de stijl van het magisch realisme. De televisiefilm dateert uit 1965, de lange speelfilm uit 1966.

## Verhaal
Advocaat Govert Miereveld, die de positie van rechter Brantink in het schoolbestuur van een middelbare school mag overnemen, komt toe op de prijsuitreiking van de laatstejaars leerlingen.  Hij is betoverd door leerlinge Eufrazia "Fran" Veerman. Omdat hij zijn liefde niet kan betuigen, ontvlucht hij deze, verdwijnt weer uit de school en verandert van baan en woning.  Hij gaat werken voor het ministerie van justitie in Brussel. De dag dat hij door een lijkschouwer wordt uitgenodigd een post-mortemonderzoek bij te wonen, komt hij 's avonds Fran weer tegen die een zangvoorstelling geeft in de schouwburg. Hij zoekt haar op in haar hotelkamer waar een drama zich voltrekt. Uiteindelijk ziet de kijker Govert Miereveld opgenomen in een psychiatrische inrichting. Eigen aan het magisch realisme is dat de grens tussen werkelijkheid en verbeelding dun is, en het niet duidelijk wordt wat de hoofdrolspeler denkt of meemaakt, en waarin de stem van de verteller de gedachten en denkbeelden van Miereveld dan wel de werkelijkheid weergeeft.

## Rolverdeling
| Acteur              | Personage                    |
| ------------------- | ---------------------------- |
| Senne Rouffaer      | Govert Miereveld             |
| Beata Tyszkiewicz   | Fran Veerman                 |
| Hector Camerlynck   | Professor Mato               |
| Hilde Uitterlinden  | Beps                         |
| Annemarie Van Dijk  | Corra                        |
| Hilda Van Roose     | Juffrouw Freken              |
| François Beukelaers | Patiënt                      |
| Arlette Emmery      | Een van de zeven             |
| Paul S'Jongers      | Assistent van professor Mato |
| Luc Philips         | Schepen van onderwijs        |
| François Bernard    | Rechter Brantink             |
| Vic Moeremans       | Directeur                    |
| Maurits Goossens    | Schoolhoofd                  |

De tekst van Beata Tyszkiewicz werd ingesproken door Dora van der Groen, haar zang werd ingezongen door Ivonne Lex.

## Achtergrond
De film was bedoeld als een Belgische televisiefilm en werd in 1965 ook door de BRT geprogrammeerd. Na een hermontage werd de film een langspeelfilm. Pas geruime tijd na de première als langspeelfilm in Parijs, en vertoningen in Londen en op meerdere buitenlandse filmfestivals waar de film lovende kritiek kreeg, werd De man die zijn haar kort liet knippen ook in België in de bioscoop uitgebracht.

## Prijzen en nominaties
De regisseur won met de film in 1966 zowel de Sutherland Trophy van de British Film Institute Awards (BFI Awards) als de Young Critics Award op het filmfestival van Pesaro, de Mostra Internazionale del Nuovo Cinema di Pesaro). De film kreeg de Grand Prix Khalimer op het Festival du Jeune Cinéma de Hyères en de uitzonderlijke speciale prijs van de internationale jury op het Mannheim International Film Festival en vervolgens de grote prijs van het Antwerps filmfestival, alle drie eveneens in 1966. 